# Tengiz Köli
Tengiz Köli är en saltsjö i Kazakstan.   Den ligger i oblystet Aqmola, i den centrala delen av landet, 200 km väster om huvudstaden Astana. Arean är 1 412 kvadratkilometer.